# Política Comercial Comum
A Política Comercial Comum da União Europeia, ou Política Comercial da UE, é a política pela qual os Estados-Membros da UE delegam a sua autoridade à Comissão Europeia para negociar relações comerciais externas, com o objetivo de aumentar o comércio entre si e o seu poder de negociação vis -à-vis o resto do mundo. A Política Comercial Comum é logicamente necessária pela existência da União Aduaneira, que por sua vez é também a base sobre a qual o Mercado Único e a União Monetária foram posteriormente estabelecidos.

## História
Os seis estados membros originais assinaram o Tratado de Roma de 1957, estabelecendo o precursor da UE, a Comunidade Económica Europeia, com o objectivo de facilitar um maior comércio e investimento entre si e reforçar o seu poder de negociação com estados externos. Como signatários do Acordo Geral sobre Tarifas e Comércio (GATT), a eliminação de tarifas entre eles exigiu a formação de uma união aduaneira, com uma tarifa externa comum aplicada por todos os membros ao seu comércio com o resto do mundo. As uniões aduaneiras do passado, como a União Aduaneira da África Austral, dependiam de um parceiro dominante, nesse caso a África do Sul, para definir a tarifa externa vis-à-vis o resto do mundo em nome dos estados juniores no acordo. Em nítido contraste, os Estados-Membros decidiram que participariam conjuntamente na gestão de uma política comercial externa comum, delegando autoridade ao órgão supranacional nomeado em comum da Comissão Europeia e examinando as suas decisões através das instituições comuns que criaram - nomeadamente, o Conselho de Ministros e, mais tarde, adicionalmente, o Parlamento Europeu.
A política comercial comum, entrou em vigor oficialmente em julho de 1968, juntamente com a tarifa externa comum, após o período de carência de 12 anos para os estados signatários do Tratado de Roma de 1957 alinharem as suas políticas comerciais. Na prática, porém, os Estados-Membros procuraram tirar partido da sua força negocial combinada antes disso. Isto incluiu a conclusão pela Comissão de acordos de comércio livre (ACL) e acordos de associação a nível bilateral, incluindo, entre outros, com Israel em 1964, bem como no âmbito da Ronda Kennedy multilateral de negociações do GATT, que durou de 1963 a 1967.
Nas décadas seguintes de gestão da Política Comercial Comum da UE, a Comissão Europeia desenvolveu uma profunda experiência no comércio internacional, com a sua Direcção-Geral do Comércio (DG Comércio) a tornar-se uma das equipas de negociação mais bem equipadas e mais capazes do mundo. Juntamente com os Estados Unidos da América, é uma das poucas entidades capazes de negociar acordos comerciais complexos em paralelo. Também desempenhou um papel fundamental no desenvolvimento da liberalização do comércio global, como membro fundador da Organização Mundial do Comércio, com o antigo Comissário Europeu para a Concorrência (1985–1989) Peter Sutherland sendo o seu Diretor Geral fundador, e o Comissário Europeu para o Comércio Pascal. Lamy (1999–2004) mais tarde seguindo seus passos.

### Tratado sobre o Funcionamento da União Europeia
O artigo 207.º, n.º 1, do Tratado sobre o Funcionamento da União Europeia (TFUE) estabelece: 
```
"A política comercial comum basear-se-á em princípios uniformes, especialmente no que diz respeito às alterações nas taxas 
tarifárias
, à celebração de acordos tarifários e comerciais relativos ao comércio de bens e serviços, e aos aspectos comerciais da 
propriedade intelectual
, ao 
investimento directo estrangeiro
, à realização de uniformidade nas medidas de liberalização, na política de exportação e nas medidas de protecção do comércio, tais como as que devem ser tomadas em caso de dumping ou de subsídios. A política comercial comum será conduzida no contexto dos princípios e objectivos da acção externa da União."
```

O artigo 63 afirma:
```
"...todas as restrições à circulação de capitais entre os Estados-Membros e entre os Estados-Membros e países terceiros serão proibidas."
```

É incerto se o artigo 63.º confere aos investidores de países terceiros direitos de âmbito semelhante aos dos investidores intra-UE.

## Responsabilidade
Historicamente, conforme estabelecido no Tratado de Roma de 1957, o Comissário Europeu para o Comércio, agindo em nome da Comissão Europeia, sempre teve que primeiro procurar a aprovação dos governos dos estados membros no Conselho de Ministros (agora Conselho da UE ), antes de tomar medidas comerciais retaliatórias (por exemplo, anti-dumping) ou de conduzir negociações comerciais. Isto tem ocorrido, desde o início da Política Comercial Comum, por votação por maioria qualificada, embora o Conselho tenda a agir por consenso sempre que possível.
O Tratado Reformador de Lisboa clarificou ainda mais o que já acontecia ao definir a Política Comercial Comum como uma competência exclusiva, apenas para ser posta em prática pelos Estados-Membros a nível da UE.

### Parlamento Europeu
As sucessivas alterações do tratado também capacitaram o Parlamento Europeu no domínio comercial. Hoje, o processo de tomada de decisão para a implementação da Política Comercial Comum da UE está sob os auspícios do Processo Legislativo Ordinário (anteriormente denominado procedimento de co-decisão): 
O Parlamento Europeu e o Conselho, deliberando por meio de regulamentos de acordo com o processo legislativo ordinário, adoptarão as medidas que definem o quadro de execução da política comercial comum. Art. 207:2 TFUE
Isto exige que a Comissão Europeia, a fim de tomar quaisquer medidas no âmbito da Política Comercial Comum, apresente primeiro uma proposta legislativa, normalmente elaborada pela DG Comércio, às comissões parlamentares europeias relevantes (sendo a mais relevante a Comissão do Comércio Internacional), tornando eventualmente a sua caminho para uma votação plena no plenário e, simultaneamente, submetê-lo ao Conselho dos grupos de trabalho da UE e aos ministros dos Estados-Membros da UE. Tanto o Parlamento Europeu como o Conselho da UE têm poderes para alterar a referida proposta e devem chegar a acordo sobre um texto final comum.
Com a queda das tarifas globais e um Mercado Único cada vez mais integrado e complexo, os estados membros da União Europeia têm demonstrado um apetite crescente para celebrar acordos bilaterais e multilaterais que não pertencem às competências exclusivas da União, tais como acordos sobre investimento e propriedade intelectual com terceiros. países. Tais acordos comerciais são considerados “acordos mistos” e incluem os próprios Estados-Membros como signatários, e não apenas a UE. Devido a uma base jurídica diferente dentro dos tratados da UE, os elementos que não são da competência exclusiva requerem unanimidade no Conselho da UE e devem ser ratificados pelas respectivas disposições constitucionais dos estados membros da UE, geralmente exigindo o consentimento dos parlamentos nacionais., e dependendo da questão, podem incluir parlamentos regionais ou mesmo referendos. Para os elementos que não são das competências exclusivas, o Parlamento Europeu perde os seus poderes de alteração, mas normalmente mantém um veto geral através dos Procedimentos Legislativos Especiais estabelecidos nos tratados para o escrutínio das relações externas da UE.

### Comércio e política externa
A UE também é responsabilizada pela forma como conduz a sua política comercial e as relações externas em geral através do artigo 3:5 do TUE,  que afirma que:
Nas suas relações com o resto do mundo, a União deve defender e promover os seus valores e interesses e contribuir para a proteção dos seus cidadãos. Contribuirá para a paz, a segurança, o desenvolvimento sustentável da Terra, a solidariedade e o respeito mútuo entre os povos, o comércio livre e justo, a erradicação da pobreza e a protecção dos direitos humanos, em particular os direitos da criança, bem como para a a estrita observância e o desenvolvimento do direito internacional, incluindo o respeito pelos princípios da Carta das Nações Unidas. Art 3:5 Tratado da União Europeia
Não é claro como isto poderá influenciar a Política Comercial Comum da UE no futuro.

### Comércio, emprego e crescimento
A Comissão Europeia procurou, através de uma comunicação de 2016, manter a importância da justiça nas negociações comerciais mundiais face aos níveis "sem precedentes" de dumping de produtos importados, e garantir que a política comercial da UE fosse consistente com os objetivos de proteger empregos e promover a economia crescimento na UE. 